# Magnificat
Pour les articles homonymes, voir Magnificat (homonymie).

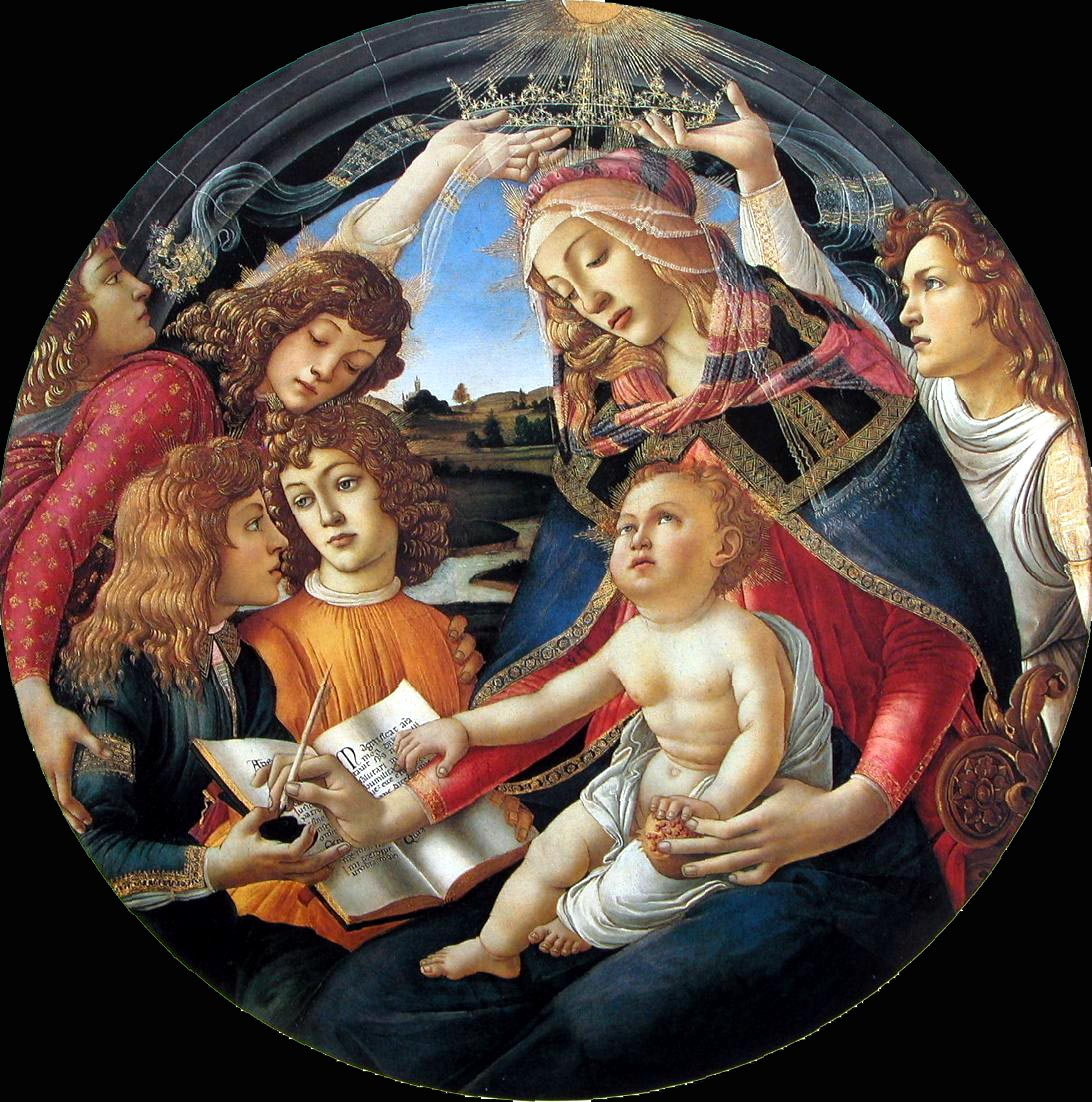
La Madone du Magnificat, par Botticelli, galerie des Offices.

Le Magnificat (le t final se prononce puisqu'il s'agit d'un mot latin) est un texte de l'Évangile selon Luc (1:46-55), dans le Nouveau Testament, qui est devenu une prière récitée ou chantée par les chrétiens catholiques. Il s'agit de paroles prononcées par Marie, enceinte de Jésus, lors de sa visite à sa cousine Élisabeth, qui est enceinte de Jean le Baptiste. Ce cantique porte également le titre de Cantique de Marie ou de Cantique de la Vierge et se nomme Ode de la Théotokos dans la tradition byzantine.
Le texte contient de multiples références à l'Ancien Testament, notamment au Premier Livre de Samuel et aux Psaumes. Il se situe au centre de l'épisode de la Visitation, qui marque formellement le passage du cycle du Baptiste à celui de Jésus et, sur le fond, de l'Ancienne à la Nouvelle Alliance.
Depuis la Renaissance, le Magnificat a inspiré de nombreux compositeurs de musique classique, dont Claudio Monteverdi, Marc-Antoine Charpentier, Henry Purcell, Antonio Vivaldi, Jean-Sébastien Bach, Anton Bruckner et Arvo Pärt.

## Le Magnificat dans le Nouveau Testament

### Un texte unique
Le titre de cette prière, Magnificat, est le premier mot (l’incipit) de sa traduction latine dans la Vulgate. L'hymne de Marie commence par la phrase : Magnificat anima mea Dominum (« Mon âme exalte le Seigneur »).
Ce passage ne figure dans aucun autre texte néotestamentaire : il appartient au Sondergut (« tradition propre ») de l'Évangile selon Luc. Il se situe dans une péricope dite « évangile de l'enfance », elle aussi propre au récit lucanien,.
Il s'agit du premier des quatre cantiques de cet évangile de l'enfance, les trois suivants étant ceux de Zacharie (1:68-79, le Benedictus), des anges (2:14, le Gloria) et de Syméon (2:29-35, le Nunc dimittis). Le Magnificat est également le plus long discours de Marie dans le Nouveau Testament.

### Contenu

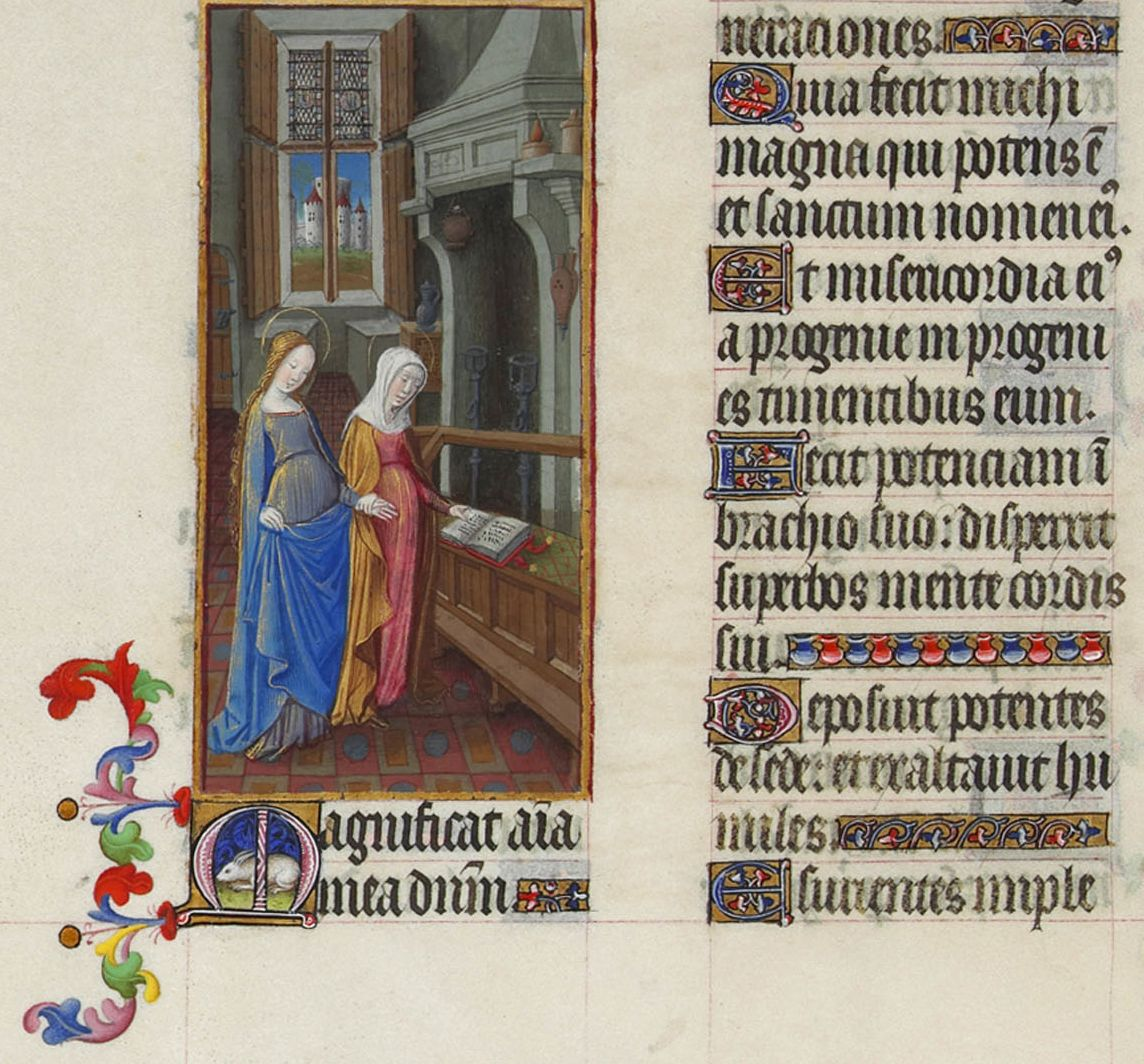
Le Magnificat dans Les Très Riches Heures du duc de Berry (v. 1413), musée Condé, Chantilly.

Quelques jours après l'Annonciation (Luc 1:26-56), Marie, enceinte de Jésus, rend visite à sa cousine Élisabeth, qui est enceinte de Jean le Baptiste. Cet épisode est connu sous le nom de Visitation. Élisabeth la salue par un cantique inspiré des Psaumes et Marie lui répond par le Magnificat :

« Mon âme exalte le Seigneur,
Et mon esprit se réjouit en Dieu, mon Sauveur,
Parce qu’il a jeté les yeux sur la bassesse de sa servante.
Car voici, désormais toutes les générations me diront bienheureuse,
Parce que le Tout-Puissant a fait pour moi de grandes choses.
Son nom est saint,
et sa miséricorde s’étend d’âge en âge
sur ceux qui le craignent.
Il a déployé la force de son bras ;
il a dispersé ceux qui avaient dans le cœur des pensées orgueilleuses.
Il a renversé les puissants de leurs trônes,
et il a élevé les humbles.
Il a rassasié de biens les affamés,
et il a renvoyé les riches à vide.
Il a secouru Israël, son serviteur,
et il s’est souvenu de sa miséricorde,
Comme il l’avait dit à nos pères,
envers Abraham et sa postérité pour toujours. »

### Thématique
Marie adresse sa louange à Dieu comme à celui qui se tourne vers elle et tous les faibles, dans un texte qui s'articule sur une dualité : celle qui oppose l'abaissement et l'élévation. Le Magnificat exprime la grandeur et la puissance de Dieu (v. 46 et 49), dont le bras est fort (v. 51), image utilisée dans le Livre de l'Exode lors de la sortie d'Égypte (Ex 6:6), et la force de ce bras bouleverse l'ordre terrestre : elle abat les orgueilleux, renverse les puissants, dépouille les riches, et, en sens inverse, les humbles comme Marie (v. 47) sont élevés.
Dietrich Bonhoeffer écrit à ce propos : « Ce cantique de Marie est le plus passionné, le plus sauvage, on pourrait presque dire le cantique de l'Avent le plus révolutionnaire qui ait jamais été chanté. Ce n'est pas la douce, tendre, rêveuse Marie comme on la voit sur les images, c'est la femme passionnée, emportée, fière, enthousiaste qui parle ici... Un chant dur, fort, implacable de trônes écroulés et de puissants humiliés, de violence de Dieu et d'impuissance humaine. »
Le Magnificat est également cité comme l'un des sources de la Théologie de la libération, notamment pour le passage : « Il renverse les puissants de leurs trônes, il élève les humbles. Il comble de biens les affamés, renvoie les riches les mains vides. » Jean-François Baudoz rapporte même que « sous la dictature argentine dans les années 1970, le verset “Il renverse les puissants de leurs trônes, il élève les humbles” avait été supprimé ».

### Échos de l'Ancien Testament
Les emprunts à l'Ancien Testament, très nombreux, forment une véritable « mosaïque » de citations : outre le cantique d'Anne (1S 2:1-10) qui en est la toile de fond, le Magnificat se réfère « à la Genèse, au Deutéronome, au Siracide, à Ésaïe, à Habaquq, à Malachie, à Job, à Ézéchiel, et surtout aux Psaumes (Ps 34:3-4 ; 35:9 ; 44:4-6 ; 71:17-19 ; 111:9 ; etc.) »,.

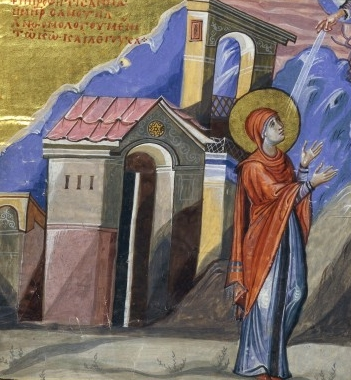
Anne en prière, miniature du Psautier de Paris (Xe siècle), Bibliothèque nationale de France, Paris.

La réponse de Marie n'a rien d'exceptionnel dans l'univers biblique, compte tenu de l'importance des chants féminins transmis par les traditions de l'Ancien Testament. Les paroles du Magnificat sont inspirées du cantique que chante Anne, la mère du prophète Samuel, dans le Premier Livre de Samuel (2:1-10) :

« Mon cœur se réjouit en l’Éternel,
Ma force a été relevée par l’Éternel ;
Ma bouche s’est ouverte contre mes ennemis,
Car je me réjouis de ton secours.
Nul n’est saint comme l’Éternel ;
Il n’y a point d’autre Dieu que toi ;
Il n’y a point de rocher comme notre Dieu.
Ne parlez plus avec tant de hauteur ;
Que l’arrogance ne sorte plus de votre bouche ;
Car l’Éternel est un Dieu qui sait tout,
Et par lui sont pesées toutes les actions.
L’arc des puissants est brisé,
Et les faibles ont la force pour ceinture.
Ceux qui étaient rassasiés se louent pour du pain,
Et ceux qui étaient affamés se reposent ;
Même la stérile enfante sept fois,
Et celle qui avait beaucoup d’enfants est flétrie.
L’Éternel fait mourir et il fait vivre.
Il fait descendre au séjour des morts et il en fait remonter.
L’Éternel appauvrit et il enrichit,
Il abaisse et il élève.
De la poussière il retire le pauvre,
Du fumier il relève l’indigent,
Pour les faire asseoir avec les grands.
Et il leur donne en partage un trône de gloire ;
Car à l’Éternel sont les colonnes de la terre,
Et c’est sur elles qu’il a posé le monde.
Il gardera les pas de ses bien-aimés.
Mais les méchants seront anéantis dans les ténèbres ;
Car l’homme ne triomphera point par la force.
Les ennemis de l’Éternel trembleront ;
Du haut des cieux il lancera sur eux son tonnerre ;
L’Éternel jugera les extrémités de la terre.
Il donnera la puissance à son roi,
Et il relèvera la force de son oint. »

### Jean le Baptiste et Jésus
Dans l'ensemble, le genre littéraire employé dans l'évangile de l'enfance relaté dans les deux premiers chapitres de Luc est pour François Blanchetière « un midrash à partir de l'histoire de Moïse ». En particulier, « l'histoire de Jean le Baptiste est un midrash bâti sur les récits bibliques de la naissance d'Isaac et surtout de Samuel, le précurseur de David, type du roi messianique ».
Daniel Marguerat voit l'épisode de la Visitation comme une « charnière » entre le cycle du Baptiste et celui de Jésus. Le diptyque que forment la salutation d'Élisabeth et le Magnificat de Marie marque en effet le début d'une série de symétries voulues par Luc. L'évangéliste s'attache en effet à établir un parallèle entre le Baptiste, symbole de la tradition ancestrale d'Israël, et Jésus, qui incarne la Nouvelle Alliance : l'exégète observe que l'évangile de l'enfance selon Luc contient « deux annonciations (1:5-25 et 1:26-56), deux naissances (1:57-58 et 2:1-20), deux circoncisions et deux nominations (1:59-66 et 2:21), deux actions de grâce (1:67-79 et 2:22-39), deux notices de croissance de l'enfant (1:80 et 2:40) ». Ce principe narratif vise à enraciner Jésus dans la continuité d'Israël mais aussi à insister sur sa supériorité.

### Texte grec et traductions
| Texte grec original | Texte français (version traduite du grec) | Texte latin . | Texte français de l'AELF |
| Μεγαλύνει ἡ ψυχή μου τὸν Κύριον, καὶ ἠγαλλίασε τὸ πνεῦμά μου ἐπὶ τῷ Θεῷ τῷ σωτῆρί μου.                                               | Mon âme magnifie le Seigneur, Et mon esprit se réjouit en Dieu mon Sauveur.                                                                                    | Magnificat anima mea Dominum, Et exsultavit spiritus meus in Deo salvatore meo.                                                    | Mon âme exalte le Seigneur, Exulte mon esprit en Dieu, mon Sauveur !                                                                               |
| Ὅτι ἐπέβλεψεν ἐπὶ τὴν ταπείνωσιν τῆς δούλης αὐτοῦ· ἰδού γάρ, ἀπὸ τοῦ νῦν μακαριοῦσί με πᾶσαι αἱ γενεαί.                              | Car il a jeté les yeux sur l'humilité de sa servante, Voici que désormais toutes les générations me célébreront.                                               | Quia respexit humilitatem ancillae suae. Ecce enim ex hoc beatam me dicent omnes generationes.                                     | Il s'est penché sur son humble servante ; Désormais, tous les âges me diront bienheureuse.                                                         |
| Ὅτι ἐποίησέ μοι μεγαλεῖα ὁ Δυνατός, καὶ ἅγιον τὸ ὄνομα αὐτοῦ, καί το ἔλεος αὐτοῦ εἰς γενεάν, καὶ γενεὰν τοῖς φοβουμένοις αὐτόν.      | Car il fit pour moi de grandes choses, celui qui est puissant, Et saint est Son nom et Sa miséricorde s'étend d'âge en âge sur ceux qui Le craignent.          | Quia fecit mihi magna qui potens est. Et sanctum nomen eius.Et misericordia eius a progenie in progenies timentibus eum.           | Le Puissant fit pour moi des merveilles ; Saint est son nom !Sa miséricorde s'étend d'âge en âge sur ceux qui le craignent.                        |
| Ἐποίησε Κράτος ἐν βραχίονι αὐτοῦ, διεσκόρπισεν ὑπερηφάνους διανοίᾳ καρδίας αὐτῶν.                                                    | Il a déployé la puissance de son bras. Il a dispersé les orgueilleux pour les pensées de leur cœur.                                                            | Fecit potentiam in brachio suo.Dispersit superbos mente cordis sui.                                                                | Déployant la force de son bras,Il disperse les superbes.                                                                                           |
| Καθεῖλε δυνάστας ἀπὸ θρόνων, καὶ ὕψωσε ταπεινούς, πεινῶντας ἐνέπλησεν ἀγαθῶν, καὶ πλουτοῦντας ἐξαπέστειλε κενούς.                    | Il a renversé les puissants de leurs trônes et élevé les humbles.Il a comblé de bien les affamés et renvoyé les riches les mains vides.                        | Deposuit potentes de sede, et exaltavit humiles.Esurientes implevit bonis, et divites dimisit inanes.                              | Il renverse les puissants de leurs trônes, il élève les humbles. Il comble de biens les affamés, renvoie les riches les mains vides.               |
| Ἀντελάβετο Ἰσραὴλ παιδὸς αὐτοῦ, μνησθῆναι ἐλέους, καθὼς ἐλάλησε πρὸς τοὺς Πατέρας ἡμῶν, τῷ Ἀβραάμ, καὶ τῷ σπέρματι αὐτοῦ ἕως αἰῶνος. | Il a pris soin d'Israël, son enfant en se souvenant de sa miséricorde,Comme il l'avait dit à nos Pères, à Abraham et à sa descendance jusque dans les siècles. | Suscepit Israël puerum suum, recordatus misericordiae suae.Sicut locutus est ad patres nostros, Abraham et semini eius in saecula. | Il relève Israël, son serviteur, il se souvient de son amour,De la promesse faite à nos pères, en faveur d'Abraham et de sa descendance, à jamais. |

## Prière et cantique

### Usages liturgiques
Le Magnificat appartient principalement au temps de l'Avent.
En ce qui concerne la liturgie des Heures, il fait partie de la prière du matin (les matines) dans la tradition byzantine. Dans la liturgie romaine (catholique, luthérienne et anglicane), en revanche, il est récité ou chanté à la fin des vêpres, où il est chanté solennellement dans le style grégorien. Comme les Psaumes et les autres cantiques, le Magnificat se termine généralement par une doxologie : le Gloria (« Gloire au Père »).
Martin Luther, auteur d'un commentaire du Magnificat (1520-1521), a suggéré de le chanter sur le 9e ton de psaume (tonus peregrinus).

### Compositions musicales
De très nombreux compositeurs, à partir de la Renaissance, ont choisi le chœur a cappella (très accessoirement l'orgue, qui ne fait pas entendre les paroles) pour mettre le Magnificat en musique, parmi lesquels Roland de Lassus, Palestrina, Claudio Monteverdi (Vespro della Beata Vergine, Selva morale e spirituale), Dietrich Buxtehude ou encore Marc-Antoine Charpentier, André Campra, Henry Purcell, Antonio Vivaldi, Georg Philipp Telemann, Jean-Sébastien Bach (Magnificat BWV 243a en mi bémol majeur et BWV 243 en ré majeur), Johann Pachelbel et Carl Philipp Emanuel Bach. On peut citer d'autres exemples : Anton Bruckner, Sergueï Rachmaninov (Vigiles nocturnes), Arvo Pärt...
John Neumeier a créé un ballet créé dans la cour d'honneur du Palais des papes d'Avignon le 27 juillet 1987, avec le Magnificat de Bach BWV 243.